# Tipula acifera
Tipula acifera är en tvåvingeart som beskrevs av Alexander 1926. Tipula acifera ingår i släktet Tipula och familjen storharkrankar. Inga underarter finns listade i Catalogue of Life.